# Martignacco
Martignacco est une commune italienne de la province d'Udine, dans la région Frioul-Vénétie Julienne.

## Administration
| Période                                  | Période | Identité | Étiquette | Qualité |
| ---------------------------------------- | ------- | -------- | --------- | ------- |
|                                          |         |          |           |         |
| Les données manquantes sont à compléter. |         |          |           |         |

### Hameaux
Torreano, Nogaredo di Prato, Faugnacco, Ceresetto, Casanova.

### Communes limitrophes
Basiliano, Fagagna, Moruzzo, Pagnacco, Pasian di Prato, Tavagnacco.